# Control anticipatiu
El control anticipatiu o control no recurrent (normalment s'utilitza la designació anglesa feedforward o feed forward) és un tipus de control de sistemes que fa que aquests reaccionin als canvis del seu entorn, normalment per mantenir algun estat concret. Un sistema que exhibeix aquest tipus de comportament respon a les alteracions de manera predefinida, en contrast amb els sistemes realimentats.
Són necessaris molts prerequisits per implementar un control anticipatiu: les alteracions s'han de poder mesurar, els seus efectes en la sortida del sistema han de ser coneguts i el temps durant el qual les alteracions afecten la sortida ha de ser major que el del mateix sistema. Si aquestes condicions es compleixen, el sistema anticipatiu s'ha d'afinar perquè sigui efectiu.
El sistema amb control anticipatiu pot respondre més ràpidament als tipus d'alteracions mesurables i conegudes, però gairebé no aconsegueix fer-ho amb aquelles que siguin de nova aparició. Un sistema realimentat és capaç de manejar qualsevol alteració que afecti al comportament desitjat, encara que requereix que la variable mesurable del sistema (la sortida) reaccioni a les alteracions per registrar-ne així la seva aparició.
En informàtica, el concepte de feedforward sol fer referència a xarxes del tipus perceptró multicapa en els quals les sortides de les neurones van a les següents capes però no a les anteriors, de tal manera que no hi ha bucles de realimentació.